# Parafia Trójcy Świętej w Olszanach
Parafia Trójcy Świętej w Olszanach znajduje się w dekanacie strzegomskim w diecezji świdnickiej. Była erygowana w XIII w. Jej proboszczem jest ks. Marian Kujawski a patronem Trójca Święta.